# Стефан Ђорђевић (редитељ)
Стефан Ђорђевић (Бор, 1987) је српски фотограф и филмски редитељ млађе генерације, који  у овој области  успешно ствара већ годинама препознатљив избор тема и уметнички стил и колорит кроз који на њему специфичан начин посматра људске емоције и однос појединца или групе људи према простору који их окружује.

## Живот и каријера
Рођен је 1987. године у Бору. Детињство је провео у родном граду у коме је похађао основно и средње школовање. Након пресељења у Београд због студија, његово претходно главно интересовање, скејтебординг, заменио је филмом и фотографијом. Основне и мастер студије камере завршио је на Факултету драмских уметности у Београду. Дипломирао је са кратким играним филмом „Камен у руци“, који је приказан на многим међународним фестивалима, а премијерно у програму АЦИД Филмског фестивала у Кану.
За време студија, режирао је и снимао неколико краткометражних филмова од којих се издвајају:
- документарни филм Путовање
- документарни филм Делинквенти Јована Тодоровића
- Крила и ствари који је корежирао са Јеленом Гавриловић[3]

## Дело
Аматерски филм "Crap", који је Стефан режирао, био је инспирација за играни филм Николе Лежаића "Тилва Рош", у којем Стефан игра једну од две главне улоге (другу игра Марко Тодоровић). Филме је у Сарајеву проглашен за најбољи филм у 2010. години, а Европска филмска академија номиновала  га је те године за европско откриће. 

Режирао је кратки играни филм „Последња слика о оцу“, који је награђиван на фестивалима у Локарну, Сарајеву, Загребу, Београду, Ваљеву. О овом филму жири фестивала у Ваљеву изнео је следеће запажање: 
„Последња слика о оцу” Стефана Ђорђевића „дубоко емотивна прича о суочавању са смрћу и прераном растанку оца и сина”. Овај филм поставља „важна питања о коначности и наслеђу које остављамо деци, али повлачи и дубље социолошко питање бриге заједнице о појединцу, у најтежем тренутку, када остаје препуштен самом себи”.
Са редитељем Јованом Тодоровићем снимио је кратки документарни филм „Јувенил“, који је објављен на Дазед-у окушао се и као редитељ и сценариста у краткометражном играном филму „Криза свести“.
Прву самосталну изложбу фотографија имао је у Београду 2019. године под називом  "Kolos - Downhill Underage".

## Признања
- Награде „Слободан Голубовић Леман”  - за најбољи кратки играни филм под називом „Последња слика о оцу”, Награда  му је додељена у регионалној такмичарској селекцији седмих „Ваљевских филмских сусрета”, одржаних од 10. до 13. децембра 2020. године,[4]
- Награде за филм  „Последња слика мог оца“ у Локарну, Сарајеву, Загребу, Београду.[5]